# Bitica
Bitica ist ein Ort und ein Landkreis in Äquatorialguinea im Süden der Provinz Litoral. 2015 hatte der Ort ca. 1464 Einwohner.

## Geographie
Die Stadt liegt im Süden der Provinz an einer der größeren Straßen, die von Mbini nach Süden führt. Der Ort liegt am Fluss Río Ndote, der beim Ort Ndote im Nordwesten in den Atlantik mündet. In der Umgebung liegen die Siedlungen Evesasi, Oduma, Madyamebe, Combere und Mongoy.

## Klima
Nach dem Köppen-Geiger-System zeichnet sich Bitica durch ein tropisches Klima mit der Kurzbezeichnung Am aus.